# توني مونرو
توني مونرو (بالإنجليزية: Tony Munro)‏ هو صحفي أسترالي، ولد في 1963، وتوفي في 23 أبريل 2016.